# Новый Рим
Новый Рим (лат. Nova Roma) — международная организация, посвящённая возрождению религии и культуры Древнего Рима, созданная в 1998 году (или в MMDCCLI a.u.c. по римскому календарю) Флавием Ведием Германиком и Марком Кассием Крассом. Зарегистрирована как образовательная и религиозная некоммерческая организация. «Новый Рим» «ставит целью восстановление классической римской религии, культуры и добродетелей». Декларация, подписанная основателями организации, гласит:

Мы, Сенат и Народ Нового Рима, ради восстановления оснований европейской цивилизации, объявляем о создании Нового Рима, как суверенного государства. Мы провозглашаем «Новый Рим» независимым государством и республикой, с его собственными Конституцией и законным Правительством, со всеми международными правами и обязанностями, которые такой статус в себе несёт …
— http://www.novaroma.org/nr/Declaration_(Nova_Roma)
Так как «Новый Рим» имеет структуру, заимствованную из древней римской республики, с Сенатом, магистрами, и законами, принимаемыми путём голосования, а также по той причине, что её члены называют себя гражданами Нового Рима или просто римлянами, эту организацию часто относят к микронациям. Вместе с тем, многие из её членов считают её образовательные и религиозные функции более важными, чем реконструкция государства.
«Новый Рим» проводит для своих граждан сборы и фестивали, на которых, часто в исторических костюмах, они обсуждают древнюю культуру, практикуются в латыни, посещают исторические места.
Члены «Нового Рима» также имеют свои римские имена, используемые на фестивалях, при ведении бизнеса в рамках организации, и при общении на интернет-форумах. Для новичков существует предоставляемое цензорами руководство по выбору римского имени.
По данным на январь 2008 года, «Новый Рим» насчитывает около 1000 членов по всему миру, и ещё 1600 из тех, кто не контактировал с группой в течение прошедшего года, но имеет возможность по своему желанию восстановить своё членство, связавшись с цензорами.

## Административная структура
Административная структура Nova Roma придерживается норм и правил, установленных mos maiorum, и состоит из магистратов, сената, и комиций.
Должности руководства Nova Roma соответствуют по содержанию и названиям таковых правительства Римской Республики. Руководство представлено магистратами, которые избираются на годичный срок, и Сената, избираемый на неопределённый срок.
Сенат является Советом директоров «Nova Roma, Inc.». Сенаторы выбираются цензорами, после назначения могут оставаться на должности до добровольного ухода. Сенат определяет общую политику группы, однако текущее управление осуществляется магистратами.
Магистраты — должностные лица Nova Roma, чьи титулы и обязанности воссозданы по подобию существовавших Римской Республике. Они избираются на годичный срок, кроме цензоров, которые находятся в должности два года. Магистраты избираются тремя комициями, куда распределены все взрослые граждане с правом голоса. Подсчёт голосов осуществляется по сложной методике схожей с методом подсчёта голосов в Римской Республике; тут граждане подразделены на трибы и центурии.
Магистраты Nova Roma:
- Два консула, или президента, которые составляют повестку дня для сената, созывают народные собрания, и осуществляют прочие исполнительные функции
- Два претора, или вице-президента. Они являются заместителями консулов.
- Два цензора, которые принимают новых членов и определяют состав сената.
- Четыре эдила, ответственные за проведение мероприятий, таких как игры и фестивали
- Восемь квесторов, контролирующие казну и бюджет
- Пять плебейских трибунов, имеющие право вето
- Vigintisexviri — это большая группа магистратов, поддерживающих официальный сайт и интернет-конференции, а также проводящих выборы

Так как Nova Roma является международной организацией, было создано 27 провинций, имеющих целью наладить контакт между гражданами, имеющими общий язык и историю. Глава каждой провинции (legatus pro praetore, претор, или проконсул) назначается сенатом. Часто в провинциях проводятся местные мероприятия, в которых участвуют члены организации со всего мира. К таким мероприятиям относятся, например, римские дни в Мэриленде и ежегодный конвент Нового Рима в Европе.

## Сотрудничество с клубами исторической реконструкции
Согласно решению сената от XVI Kal. Apr. ‡ Fl. Vedio M. Cassio cos. (17 марта 1998-го), Nova Roma предоставляет желающим этого клубам исторической реконструкции, реконструирующим древний Рим, свою поддержку в виде распространения информации о них среди своих членов и предоставлении места на веб-сайте Nova Roma. В ответ члены клуба должны принять гражданство нового Рима и распространять информацию об организации. В данный момент уже восемь клубов из разных имеют свои страницы на официальном сайте Nova Roma.

## Живая латынь и языковая политика Nova Roma
Nova Roma признает официальными два языка: английский и латинский.

## Academia Thules
В деятельности «Академии Тулес» участвуют члены Нова Ромы, хотя последняя не имеет официального отношения к ней. Этот виртуальный университет предоставляет онлайн-курсы греческой и римской истории, древней философии, археологии, римской религии, латинского языка, древнего военного искусства и римского права.

## Римская религия
Религия древнего Рима является официальной в Nova Roma. Гражданам предоставлена полная свобода вероисповедания, хоть при занятии официальной должности необходимо поклясться в приверженности римской религии или в уважении к ней.

### Проект Magna Mater
С 2002 года Nova Roma, по мере своих возможностей, оказывает финансовое содействие проекту по исследованию и сохранению храма римской богини Magna Mater, также известной как Кибела, расположенном на Палатинском холме. Этот совместный проект Nova Roma и римского университета является частью более крупного проекта UNESCO по сохранению всей юго-западной части Палатинского холма.
По состоянию на ноябрь 2007 года, Nova Roma является главным инвестором ведущейся реставрации храма.